# أميغدالين
أميغدالين أو أميجدالين (من أميغدالي ἀμυγδαλή وتعني اللوز) C20H27NO11, هو غليكوسيد معزول مبدئيا من بذور شجرة Prunus dulcis، المعروف أيضا باسم "اللوز المر"، واستخلص من قبل بيير جان روبيكي وانطوان بوترون شارلار، في عام 1830. وحقق فيه لاحقا يوستوس فون ليبيغ وفريدرش فولر في عام 1830. العديد من الأنواع الأخرى ذات الصلة في جنس الخوخ، بما في ذلك المشمش والكرز الأسود، تحتوي على الأميغدالين.

## الأميغدالين وعلاج السرطان
تم الترويج للأميغدالين كثيراً على أنه يشفي السرطان أو يوقف تقدمه وقد جرت تجارب عديدة على ذلك فشلت كلها في إثبات ذلك الدور بل أثبتت وجود خطورة سمية لهذه المادة. من التجارب تجربة غونزالس التي شملت 178 مريضاً بلغوا حالات مستعصية من السرطان، لم يتأثر أي منهم بعد أخذ المادة سوى أحد المرضى الذي نال فترة توقف في الورم استمرت 5 أسابيع ثم عاد الورم كما هو. كما ظهر في التجربة حالات تسمم شديد بالسيانيد الذي تحرره هذه المادة. بدأ أول اختبار للأميغدالين ضد السرطان في عام 1892 وكانت تجربة 1982 آخر مسمار في نعش تجارب استخدام الأميغدالين كمادة مضادة للسرطان.